# Pergalumna pterinervis
Pergalumna pterinervis är en kvalsterart som först beskrevs av Giovanni Canestrini 1898.  Pergalumna pterinervis ingår i släktet Pergalumna och familjen Galumnidae. Inga underarter finns listade i Catalogue of Life.